# Diskografie Ivety Bartošové
Diskografie české popové zpěvačky Ivety Bartošové se skládá z dvanácti převážně sólových studiových alb. Výjimku tvoří její gramofonový debut Knoflíky lásky (1985), jenž nahrála ve spolupráci s Petrem Sepešim, respektive čtyři kompilační alba, která mapují hudební kariéru už samotné umělkyně tematicky. Mezi tyto patří sbírka jí převzatých lidových písní Zpívání s Ivetou (1990), remixová Hej pane diskžokej (2002), a také dvě kolekce s jejími verzemi koled – Vánoční Iveta (2005) a Když ticho zpívá (2009). Kromě desíti výběrových desek včetně exportní Closer Now (1990) nazpívané výhradně v angličtině, box setu Platinum Collection (2008) či virtuálního nosiče Víš, lásko (2012), vydala rovněž dva hudební DVD tituly a tři EP nahrávky. V rámci dodatečného formátu přispěla svými vokály na třicet tři jednotlivých singlů i čtyřicet dalších individuálních skladeb od různých umělců. Namluvila také jednu audioknihu pro děti s názvem Pohádky Arturovi (2002).
Bartošová byla ve svém žánru považována za představitelku tzv. středního proudu, jemuž na domácí scéně v časech její sólové Supraphonovské éry mezi zpěvačkami dominovala. Po natočení prvních tří dlouhohrajících desek, jmenovitě I. B. (1987), Blízko nás (1989) a Natur (1991), kooperaci s monopolním vydavatelem přerušila v prospěch tehdy modernější ochranné známky. V zastoupení Tommü Records tak posléze vydala čtvrtý, nicméně svůj jediný album, Václavák (1992). Po přechodně obnovených závazcích se značkou Supraphon, v podobě dodatečného smluvního setu Tobě (1993), na jistou dobu zakotvila u společnosti Bonton Music. Ačkoliv bez někdejších komerčních úspěchů, prostřednictvím obou holdingem vyprodukovaných alb, a to Malé bílé cosi (1994) a Čekám svůj den (1996), ji Akademie populární hudby dvakrát nominovala na svá výroční hudební ceny.
Zásadnějších tržních výsledků se opětovně dočkala na sklonku 90. let XX. století, kdy přesedlala ke stáji typu „major label“. Jejím prvotním tvůrčím počinem pro Monitor-EMI byla muzikálová EP Dracula (1997). Certifikáty prodejnosti hudebních nosičů jí však vynesly až její řadové a za sebou jdoucí desky, jakými byly multiplatinová Ve jménu lásky (1998), zlatá Bílý kámen (1999) a neméně zlatá Jedna jediná (2000). Zbylé dlouhohrající nahrávky, zlatá Dráhy hvězd - All Stars Disco (2003) a 22 (2008); ačkoliv tyto vyšly již v přerušovaných intervalech, i ony udržovaly zpěvaččiny hitparádové pozice v mezích oficiální Top 50 Prodejní. V posledních aktivních letech bylo její jméno spojováno s nezávislou značkou MME, pro niž nenatočila původní materiál nad rámec EP Děkuju Vám, Andělové (2010). Nedlouho před svým tragickým skonem dočasně obnovila spolupráci s EMI, a to u příležitosti vydání její retrospektivní sbírky, na kterou v roce 2012 přispěla dvěma labutími skladbami (titulní „Noc je království“ a „Není cesty zpátky“). 
Bezmála dva měsíce po své předčasné smrti dobyla její posmrtně vydaná EP s názvem Naposledy vrchol albového řebříčku IFPI ČR, na kterém setrvala po dobu tří týdnů. Ve 28. týdnu vydání domácí hitparády v roce 2014 měla pak zpěvačka zastoupených celkem šest desek (na 1., 10., 22., 53., 62. a 63). K prvnímu výročí její smrti vydal Warner Music kompilaci Nekonečná: Best Of, která v dubnu 2015 debutovala na 5. místě albové hitparády.K nedožitým 50. narozeninám pak album Krásná neznámá, které je složeno převážně z raritních či dosud nevydaných nahrávek. Bylo přijato příznivě jak kritikou, tak posluchači, přičemž nejvýše obsadilo 2. místo albové hitparády.
V rámci 2. ročníku odevzdávaní cen Česká hvězda byla Iveta Bartošová dne 21. května 2009 uvedena do Síně slávy, přičemž v historických žebříčcích ankety popularity Zlatý neboli Český slavík k roku 2014 včetně, je vyhodnocena jako pátá nejúspěšnější účastnice ve své kategorii (po Bílé, Zagorové, Urbánkové a Pilarové).

## Hudební alba

### Studiová alba sólová
| Rok | Studiové album                                                                                | Umístění | Certifikát      | Poznámky |
| Rok | Studiové album                                                                                | ČR       | (Prodejnost)    | Poznámky |
| --- | --------------------------------------------------------------------------------------------- | -------- | --------------- | --- |
| 1987 | I. B. - Vydavatel: Supraphon - Katalog: 1X13 4379° - Formát: LP, MC                           | —        | Zlato (200 000) | - 13 skladeb instrumentálně doprovázených Orch. L. Štaidla. Hudební režie: Kubíček. (Název alba na přebalu stylizován bez užití teček za iniciálami.) |
| 1989 | Blízko nás - Vydavatel: Supraphon - Katalog: 11 0153-X 311° - Formát: LP, MC, CD              | —        | —               | - 13 skladeb instrumentálně doprovázených Orch. L. Štaidla, včetně duetu „Nesmí se stát“ s Gottem. Hudební režie: Kubíček. |
| 1991 | Natur - Vydavatel: Supraphon - Katalog: 11 0836-X 311° - Formát: LP, MC, CD                   | —        | —               | - 13 skladeb. Produkce: Štaidl. |
| 1992 | Václavák - Vydavatel: Tommü Records - Katalog: 61 0037-X331° - Formát: LP, MC, CD             | —        | —               | - 13 skladeb. Hudební režie: Štaidl a David. Produkce: Štaidl. |
| 1993 | Tobě - Vydavatel: Supraphon - Katalog: 11 2537-X 311° - Formát: LP, MC, CD                    | —        | —               | - 11 skladeb instrumentálně doprovázených Orch. L. Štaidla, včetně duetu „Smím dál“ s Gottem. |
| 1994 | Malé bílé cosi - Vydavatel: Bonton Music - Katalog: 71 0221-X° - Formát: LP, MC, CD           | —        | —               | - 14 skladeb. |
| 1996 | Čekám svůj den - Vydavatel: Bonton Music - Katalog: 71 0441-X° - Formát: MC, CD               | —        | —               | - 14 skladeb. Produkce: Štaidl a Janda. |
| 1998 | Ve jménu lásky - Vydavatel: Monitor-EMI - Katalog: 4 97476 X° - Formát: MC, CD                | —        | 3× Platina      | - Tři edice: I. Regulérní, 17 skladeb včetně tří bonusů; II. Zlatá, 16 skladeb včetně dvou bonusů (MC/CD, 1998, kat. 5 22800 X°); III. Platinová, včetně CDS „Tři oříšky pro Ivetu“ (2CD/1MC, 1999, kat. 4 99899 0/4 99899 4). Spoluautorka dvou titulů. Produkce: Kočandrle. |
| 1999 | Bílý kámen - Vydavatel: Monitor-EMI - Katalog: 5 23375 X° - Formát: MC, CD                    | —        | Zlato           | - 14 skladeb včetně jednoho bonusu, spoluautorka šesti titulů. Reedice: 2009, distribuce deník Blesk (CD v pošetce, kat. 4 55321 2 © EMI). |
| 2000 | Jedna jediná - Vydavatel: Monitor-EMI - Katalog: 5 29942 X° - Formát: MC, CD                  | 34       | Zlato           | - Dvě edice: I. Regulérní, 12 skladeb včetně čtyř duetů (dva s Mukem, po jedném Kolářem a Gottem). II. Zlatá, jeden bonus (CD, 2001, kat. 5 37141 2 © Monitor-EMI). |
| 2003 | Dráhy hvězd - All Stars Disco - Vydavatel: Monitor-EMI - Katalog: 5 94350 X° - Formát: MC, CD | 15       | Zlato           | - Tři edice: I. Regulérní, 14 skladeb včetně dvou duetů (s Penkem a Davidem); II. Zlatá edice 2004, dva bonusy (CD). Reedice: 2010, distribuce deník Blesk (CD v pošetce, kat. 0 70924 2 © EMI). Produkce: Pešout, Lauterbach a Vladimír Kočandrle ml.                        |
| 2008 | 22 - Vydavatel: Monitor-EMI - Katalog: 2 65029 2 - Formát: CD                                 | 10       | —               | - 12 skladeb. Produkce: Mařík. |
| " ° " označuje katalogová čísla, jejíž číslice vymezena písmenem X se mění v závislosti na formátě hudobního nosiče (LP=1, CD=2, MC=4). "—" označuje díla bez umístění v oficiálních hitparádách, resp. jejich pozice a nebo certifikáty prodejnosti jsou nedostupné. |                                                                                               |          |                 | |

### Kompilační alba tematická
| Rok | Kompilační album                                                                       | Umístění | Certifikát | Poznámky |
| Rok | Kompilační album                                                                       | ČR       | Certifikát | Poznámky |
| --- | -------------------------------------------------------------------------------------- | -------- | ---------- | --- |
| 1990 | Zpívání s Ivetou - Vydavatel: Supraphon - Katalog: 11 0845-X 311° - Formát: LP, MC, CD | —        | —          | - 24 lidových písní pro děti, upravených Štaidlem a Větrovcem st. Hudební režie: Štaidl a Prejzek. |
| 2002 | Hej pane diskžokej - Vydavatel: Monitor-EMI - Katalog: 5 41530 X° - Formát: MC, CD     | 7        | Zlato      | - 14 remixových, nově nazpívaných skladeb včetně jednoho megamixu. Reedice: 2009, distribuce deník Blesk (CD v pošetce, kat. 4 55769 2 © EMI).                                                                                                  |
| 2005 | Vánoční Iveta - Vydavatel: Monitor-EMI - Katalog: 3 48047 2 - Formát: CD               | 42       | —          | - 13 vánočních koled včetně směsi tradičních lidových koled. Reedice: 2009, distribuce deník Blesk (CD v pošetce, kat. nedostupný © EMI). |
| 2009 | Když ticho zpívá - Vydavatel: MME - Katalog: 09051 - Formát: CD                        | —        | —          | - 23 vánočních/tradičních lidových koled, včetně jedenácti instrumentálních verzí v podání BSOP. Hudební režie: Mařík a Bohatý. Produkce: Mařík.                                                                                                |
| 2014 | O Vánocích - Vydavatel: Magic Box - Katalog: 2 56461 7 - Formát: CD                    | 81       | —          | - 17 tematických písní kompilujících reedici alba Vánoční Iveta z r. 2005 (vyjma „Ivetiny směsi tradičních lidových koled“), doplněné o skladby „Tři oříšky“, „Dříve než svíčka dohoří“, „Pomněnka“, „(Rozvíjej se) Poupátko“ a „Já se vrátím“. |
| " ° " označuje katalogová čísla, jejíž číslice vymezené písmenem X se mění v závislosti na formátě hudobního nosiče (LP=1, CD=2, MC=4). "—" označuje díla bez umístění v oficiálních hitparádách, resp. jejich pozice a nebo certifikáty prodejnosti jsou nedostupné. |                                                                                        |          |            | |

### Výběrová alba
| Rok | Výběrové album                                                                                       | Umístění | Certifikát | Poznámky |
| Rok | Výběrové album                                                                                       | ČR       | Certifikát | Poznámky |
| --- | --- | -------- | ---------- | --- |
| 1990 | Closer Now - Vydavatel: Supraphon - Katalog: 8654-X 311° - Formát: LP, MC                            | —        | —          | |
| 1992 | Top 13 - Vydavatel: Supraphon - Katalog: 11 1690-X 311° - Formát: LP, MC, CD                         | —        | —          | |
| 1996 | Medové dny (Kolekce singlů 1984-89) - Vydavatel: Bonton Music - Katalog: 71 0472-X° - Formát: MC, CD | —        | —          | - 20 skladeb včetně dvou dosud nevydaných (duet „Věčné půjčování“ se Sepešim a „Dny jdou“). |
| 2006 | Scházíš mi… Best Of - Vydavatel: Monitor-EMI - Katalog: 3 81952 2 - Formát: CD                       | 46       | —          | - Spoluautorka jednoho titulu. |
| 2008 | Gold - Vydavatel: Monitor-EMI - Katalog: 2 15285 2 - Formát: CD                                      | 58       | —          | - Importní deska vydána na objednávku slovenské agentury Forza Music v rámci edičního cyklu hudebních kompilací označených Gold. Spoluautorka jednoho titulu. |
| 2008 | Jsem zpátky: Největší hity - Vydavatel: EMI - Katalog: 2 15542 2 - Formát: CD (pošetka)              | —        | —          | - 8 skladeb včetně jedné nové, distribuce výhradně prostřednictvím deníku Blesk. Spoluautorka jednoho titulu. |
| 2008 | Platinum Collection - Vydavatel: EMI - Katalog: 2 16760 2 - Formát: 3 CD                             | 6        | —          | - Spoluautorka tří titulů. |
| 2012 | Víš, lásko - Vydavatel: Supraphon - Katalog: VT 8655-2 - Formát: MP3, FLAC                           | —        | —          | - 9 digitálních skladeb včetně těch dosud nevydaných („Den je krásny“ se Sepešim, „Červená řeka“, „Pátá“ – všechny s Orch. ČST; „To já, ne ty“, „Ta chvíle patří nám“, „Vtíravá píseň“ s Orch. L. Štaidla), resp. demo verzích jejích studiových nahrávek („Víš, lásko“, „Když láska schází“). |
| 2012 | Noc je království - Vydavatel: EMI - Katalog: 7 39137 2 - Formát: CD                                 | 7        | —          | - 20 skladeb včetně dvou novinek (titulní a „Není cesty zpátky“) a bonusu. Spoluautorka jednoho titulu. (Na přebalu uvedena pouze svým křestním jménem.) |
| 2015 | Nekonečná: Best Of - Vydavatel: Warner Music/Monitor - Katalog: 2564613067 - Formát: CD              | 5        | —          | - Kompilace vydána u příležitosti I. výročí její smrti. 21 skladeb včetně dvou duetů se Sepešim („Červenám“ a „Knoflíky lásky“), resp. s Hůlkou („Vím, že jsi se mnou“ a „Z pekla štěstí“) a jednoho s Mukem („Znám jednu starou zahradu“).                                                    |
| 2021 | Knoflíky lásky (Největší hity 1984-2012) - Vydavatel: Supraphon - Katalog: SU 6730-2 - Formát: CD    | —        | —          | - 20 skladeb. |
| " ° " označuje katalogová čísla, jejíž číslice vymezené písmenem X se mění v závislosti na formátě hudobního nosiče (LP=1, CD=2, MC=4). "—" označuje díla bez umístění v oficiálních hitparádách, resp. jejich pozice a nebo certifikáty prodejnosti jsou nedostupné. | |          |            | |

### Společná díla
| Rok | Společné dílo | Umístění | Certifikát | Poznámky |
| Rok | Společné dílo | ČR       | Certifikát | Poznámky |
| --- | --- | -------- | ---------- | --- |
| 1985 | Knoflíky lásky se Sepešim - Vydavatel: Supraphon - Katalog: 1X13 3793° - Formát: LP, MC                                                | —        | —          | - Album duetů oficiálně kreditován pouze křestními jmény obou interpretů, tj. Petr & Iveta. Reedice: 1998, 7 bonusů, Bonton Music (CD, kat. 491064 2). |
| 2000 | Královny popu v Opeře s Březinovou, Csákovou, Vondráčkovou a Basikovou - Vydavatel: Monitor-EMI - Katalog: 5 27817 X° - Formát: CD, MC | —        | —          | - Záznam koncertu z SOP s pěti jejími nahrávkami („Já se vrátím“, „K zoufání tě prosím“, „Léto“, „Veni Domine“ s Basikovou a „Proč mě nikdo nemá rád“ s Vondráčkovou, Basikovou a Csákovou). Umělkyně na přebalu kreditovány pouze křestními jmény. Produkce: Sidovský. |
| " ° " označuje katalogová čísla, jejíž číslice vymezené písmenem X se mění v závislosti na formátě hudobního nosiče (LP=1, CD=2, MC=4). "—" označuje díla bez umístění v oficiálních hitparádách, resp. jejich pozice a nebo certifikáty prodejnosti jsou nedostupné. | |          |            | |

## Video alba

### DVD
| Rok | DVD                                                                                     | Umístění | Certifikát | Poznámky |
| Rok | DVD                                                                                     | ČR       | Certifikát | Poznámky |
| --- | --------------------------------------------------------------------------------------- | -------- | ---------- | --- |
| 2008 | Jsem zpátky: Live - Vydavatel: Monitor-EMI - Katalog: 2 64095 9 - Formát: DVD (pošetka) | —        | —          | - Záznam koncertu z Divadla Hybernia včetně bonusové stopy dokumentující zpěvaččinu svatbu, distribuce výhradně prostřednictvím deníku Blesk. Spoluautorka dvou titulů. |
| 2013 | Vánoce s Ivetou - Vydavatel: Barrandov TV Studio - Katalog: — - Formát: DVD (pošetka)   | —        | —          | - Záznam stejnojmenného pořadu TV Barrandov, distribuce výhradně prostřednictvím časopisu Instinkt a regionálního týdeníku Sedmička; posléze byl digitálně odvysílán.   |
| "—" označuje díla bez umístění v oficiálních hitparádách, resp. jejich pozice a nebo certifikáty prodejnosti jsou nedostupné. |                                                                                         |          |            | |

## EP
| Rok | EP                                                                         | Umístění | Certifikát | Poznámky |
| Rok | EP                                                                         | ČR       | Certifikát | Poznámky |
| --- | -------------------------------------------------------------------------- | -------- | ---------- | --- |
| 1997 | Dracula - Vydavatel: Monitor-EMI - Katalog: 8 84711 2 - Formát: CD         | —        | —          | - 3 duety („Vím, že jsi se mnou“ a „Draculův monolog“, oba s Hůlkou, a „Šašek a Adriana“ s Kornem) převzaté ze stejnojmenného muzikálu. |
| 2010 | Děkuju Vám, Andělové - Vydavatel: MME - Katalog: (nedostupné) - Formát: CD | —        | —          | - 5 skladeb (titulní se sborem Vrabčáci, „Až až až“, „S tebou se neloučím“ se Šimkem, „Heja Heja“) včetně dodatečné radio verze titulní. Bonusová část: 8 remixů písně „Heja Heja“ a 3 instrumentální verze hlavní části EP vyjma poslední. (Na přebalu kreditována křestním jménem.) Produkce: Šimek. |
| 2014 | Naposledy - Vydavatel: Jarek Šimek - Katalog: 7 08189 9 - Formát: CD       | 1        | —          | - 7 skladeb včetně tří dosud nevydaných („Chci s Tebou vzlétnout“, „Je to láska? Ne!“ a „Laila Lai“). Bonusová část: remix písně „Heja Heja“ a 4 instrumentální verze hlavní části EP. (Na přebalu kreditována křestním jménem.) Produkce: Šimek.                                                      |
| "—" označuje díla bez umístění v oficiálních hitparádách, resp. jejich pozice a nebo certifikáty prodejnosti jsou nedostupné. |                                                                            |          |            | |

## Singlové nahrávky

### SP
| Rok | SP                                       | Album                            | Poznámky |
| --- | ---------------------------------------- | -------------------------------- | --- |
| 1984 | "To mě nenapadá"                         | —                                | - Supraphonovská SP série Sejdeme se na výsluní stejnojmenného TV pořadu; kat. 1143 2865. |
| 1984 | „Knoflíky lásky“ se Sepešim              | Knoflíky lásky                   | - Kat. 1143 2919 © Supraphon. |
| 1984 | „My to zvládnem“ se Sepešim              | Knoflíky lásky                   | - Kat. 1143 2951 © Supraphon. |
| 1985 | „Medové dny“ se Sepešim                  | čau lásko (Svoboda)              | - Strana B: "Tak málo si mě všímáš“ se Sepešim; kat. 1143 3019 © Supraphon. (Pouze pilotní duet SP vyšel na nosné kompilaci; kat. 1X13-4408° © Supraphon).                                                                        |
| 1985 | „Krásně se to věří“ se Sepešim           | —                                | - Jiná ze Supraphonovské SP série Sejdeme se na výsluní; kat. 1143 3023. Uvedeni v pořadí Sepeši-Bartošová |
| 1985 | „Blázni tenisoví“ se Sepešim             | —                                | - Umělci uvedeni v pořadí Sepeši-Bartošová; kat. 1143 3039 © Supraphon. |
| 1985 | „Nejhezčí dárek“ s různými umělci [RU]   | Nejhezčí dárek (Zmožek)          | - Díla kreditovány Zmožkovi za vokální účastí RU. Strana B: „Nejhezčí dárek (2. část)“; kat. 1143 3148 © Supraphon. |
| 1985 | „Hej pane diskžokej“ s Baletem           | —                                | - Bez uvedení jejího jména. Strana B: „Každý má rád muzikál“ s Baletem; kat. 1143 3151 © Supraphon. |
| 1986 | „To je naše věc“ s Davidem               | Je to senzace (Kroky F. Janečka) | - Díla primárně kreditovány tělesu Kroky F. Janečka (na SP doslova, ve zkr.); kat. 1143 3236 © Supraphon. |
| 1987 | „Víš lásko“                              | I. B.                            | - Strana B: „Kam se rána ztrácejí“; kat. 1143 3357 © Supraphon. (Pouze pilotní skladba vyšla na nosném albu.) |
| 1987 | „S láskou žít“ s Hložkem                 | —                                | - Duet z TV filmu Plaváček; kat. 1143 3422 © Supraphon. |
| 1987 | „Tichá píseň“                            | Blízko nás                       | - Kat. 1143 3511 © Supraphon. |
| 1987 | „Horší, když se neotevře padák“ s Penkem | Michal Penk (Penk)               | - Na přebalu SP bez uvedení jejího jména; kat. 1143 3512 © Supraphon. |
| 1988 | „V tom“ s Černochem                      | —                                | - Titulní píseň z filmu Jak básníkům chutná život (1987); kat. 11 0115-7311 © Supraphon. |
| 1988 | „Když láska schází“                      | Blízko nás                       | - Kat. 11 0156-7311 © Supraphon. |
| 1988 | „Šmoulí ráj (In the Bright Smurf Shine)“ | Šmoulové (OST)                   | - Na přebalu SP kreditován pouze oficiální název stejnojmenné animované série; kat. 11 0161-7311 © Supraphon. |
| 1988 | „Rozvíjej se poupátko“                   | —                                | - Strana B: "Prosím vás"; kat. 11 0188-7311 © Supraphon. |
| 1989 | „Jsme přátelé“ s RU                      | Planeta míru '88                 | - SP kreditována Machkovi; kat. 11 0256-7311 © Supraphon). RU: Penk, David, Hečková, Janů, Patejdl, Hložek, Janda, Bambini di Praga, Kulínský ml., Gemini.                                                                        |
| 1989 | „Malý psík“                              | —                                | - Propagační SP dle oznamu předtištěného na přebalu slovy „Pro Český svaz chovatelů ZO chovatelů psů v Kladně vydává Supraphon s.p. - Praha 1989“, resp. „Vydáno pro ZO ČSCH Kladno“ (na obou stranách desky); kat. 11 0287-7311. |
| 1989 | „P. S. (The Way to Your Heart)“          | —                                | - Sbor: Gemini (na přebalu nekreditován). Strana B: „Most hledání“; kat. 11 0321-7311 © Supraphon. |
| 1989 | „Šmoulinka se vdává“                     | Šmoulové a Gargamel              | - Kat. 11 0323-7311 © Supraphon. Sbor: Bambini di Praga. |
| " ° " označuje katalogová čísla, jejíž číslice vymezené písmenem X se mění v závislosti na formátě hudobního nosiče (LP=1, CD=2, MC=4). Jména v závorce uvádějí jiné autory nosných alb uvedených singlů. |                                          |                                  | |

### CDS
| Rok                                                               | CDS                       | Album                                    | Poznámky |
| ----------------------------------------------------------------- | ------------------------- | ---------------------------------------- | --- |
| 1992                                                              | „Václavák“                | Václavák                                 | - Kat. 61 0035-2 331 © Tommü Records. |
| 1994                                                              | „Ú-la-la“                 | Malé bílé cosi                           | - Kat. 71 0220-2 © Bonton Music. |
| 1998                                                              | „Mrazík“                  | Mrazík - Pohádkový muzikál na ledě (OST) | - Na přebalu kreditován oficiální název muzikálu, nikoli pilotní duet s Gottem „Mé přání (rádio verze)“, resp. sekundární „Žežulička“; kat. 54 271-2 © Popron Music.                   |
| 1998                                                              | „Tři oříšky pro Ivetu“    | Ve jménu lásky                           | - Na přebalu kreditován poopravený název pilotní skladby, „Tři oříšky“. Dodatečné písně: „Ve jménu lásky“ a „Ztráta paměti“. Kat. 8-8683-2 © Monitor-EMI. Spoluautorka jednoho titulu. |
| 1999                                                              | „Nad jezerem (Radio Mix)“ | Bílý kámen                               | - Na CDS uváděna slovy „Speciální mix k velkému jarnímu turné“; kat. 912051452B14 © Monitor-EMI.                                                                                       |
| 2001                                                              | „Kolikrát...“             | Jedna jediná                             | - Propagační CDR dle oznamu předtištěného na přebalu slovy „For Promotion Only“; bez kat. © Monitor-EMI.                                                                               |
| 2002                                                              | „Víš lásko (Verze 2002)“  | Hej pane diskžokej                       | - Katalog 999977-2 © Monitor-EMI. |
| 2002                                                              | „Letní déšť“              | Hej pane diskžokej                       | - Propagační CDS dle oznamu předtištěného na přebalu slovy „For Promotion Only“. Skladba č. 2: „Letní déšť (Long version)“; kat. 999964-2 © Monitor-EMI.                               |
| 2003                                                              | „Juanita“                 | Hej pane diskžokej                       | - Propagační CDS dle oznamu předtištěného na přebalu slovy „For Promotion Only“. Kat. 999995-2 © Monitor-EMI.                                                                          |
| 2003                                                              | „September Lady“          | Dráhy hvězd                              | - Kat. 900017-2 © Monitor-EMI. |
| 2004                                                              | „Dráhy hvězd“             | Dráhy hvězd                              | - Na přebalu kreditován zkrácený název nosné desky, nikoli pilotní píseň CDS, „Skandál“, resp. sekundární duet s Davidem, „Návrat“; kat. 900027-2 © Monitor-EMI.                       |
| 2012                                                              | „Noc je království“       | Noc je království                        | - Propagační CDS, dle písemného záznamu databáze Discogs šířen distribucí TV5; bez kat. © EMI.                                                                                         |
| Jména v závorce uvádějí jiné autory nosných alb uvedených singlů. |                           |                                          | |

### Jiný formát
| Rok | Skladba                                         | Poznámky |
| --- | ----------------------------------------------- | --- |
| 1985 | „Princezny jdou si hajnout“ s Janků a Holanovou | - Popěvek z filmové pohádky Co takhle svatba, princi?, vyšel v r. 2002 na soundtracku Koloběžka první (kat. FR 0106-X° © FR centrum). |
| 1985 | „Клавиши Любви“ se Sepešim                      | - Ruská verze duetu „Knoflíky lásky“, jež společnost Мелодия vydala na tamější kompilaci Прага - Москва 85 (kat. С60 22607 00X°). Uvedeni jako И. Бартошова и П. Сепеши. |
| 1985 | „Den je krásny“ se Sepešim                      | - Duet převzatý z TV muzikálu Starci na chmelu a dvě coververze („Red River Valley“ a „Down Town“), všechny snímky nahrány s Orch. ČST a vydané v r. 2012 pouze digitálně na nosné výběrovce od Supraphonu. |
| 1985 | „Červená řeka“                                  | - Duet převzatý z TV muzikálu Starci na chmelu a dvě coververze („Red River Valley“ a „Down Town“), všechny snímky nahrány s Orch. ČST a vydané v r. 2012 pouze digitálně na nosné výběrovce od Supraphonu. |
| 1985 | „Pátá“                                          | - Duet převzatý z TV muzikálu Starci na chmelu a dvě coververze („Red River Valley“ a „Down Town“), všechny snímky nahrány s Orch. ČST a vydané v r. 2012 pouze digitálně na nosné výběrovce od Supraphonu. |
| 1986 | „Radovánky“                                     | - Dodatečné skladby nazpívané pro album Kroků F. Janečka (Je to senzace; kat. 1X13 4366° © Supraphon). Jiný duet s Davidem a sólová „Léto“ vyšly na SP „To je naše věc“. |
| 1986 | „Konto štěstí“ s Davidem                        | - Dodatečné skladby nazpívané pro album Kroků F. Janečka (Je to senzace; kat. 1X13 4366° © Supraphon). Jiný duet s Davidem a sólová „Léto“ vyšly na SP „To je naše věc“. |
| 1986 | „Máme tu další dobrý den“ se Zmožkem            | - Snímek ČST byl vydaný na kompilaci Nejhezčí dárek (kat. 1X13 4368° © Supraphon). Titulní skladba Zmožkovho alba s její vokální vyšla již na stejnojmenné SP. |
| 1986 | „Já se vrátím“ s Hložkem                        | - Dodatečný duet z TV filmu Plaváček (OST vydán až v r. 2001; kat. LK KMa 0397-X° / FR 0037-X° © LK KMa a František Rychtařík). První „S láskou žít“ vyšel již na SP. |
| 1987 | „Víš, lásko“ (Demo verze)                       | - Původní verze písní oficiálně nevydaných na svých nosných deskách u Supraphonu. |
| 1987 | „Když láska schází“ (Demo verze)                | - Původní verze písní oficiálně nevydaných na svých nosných deskách u Supraphonu. |
| 1987 | „Velkolepá show“ s Rottrovou a Kornem           | - Nahrávka ČST z TV pořadu Divadélko pod věží vyšla na tematické kompilaci Rottrové Marie & spol. (OST; kat. 1X13 4179°) u Supraphonu. |
| 1987 | „To já, ne ty“                                  | - Coververze skladby „Luna, luna“ od Vladimíra Leonardoviče Matějského; © Supraphon. |
| 1988 | „Ta chvíle patří nám“                           | - Coververze písně „Jak snadno uvěří se lhářům“ od Davida a sk. Allegro; © Supraphon. |
| 1988 | „Uspávanka“ se Sborem J. Chvály                 | - Skladby z vánočního setu V. Hybše a jeho orch. (Vůně jehličí ; kat. 11 0178-X 311° © Supraphon). „V bílém“ – recitace: Hrušínského. RU: Urbánková, Bartoň, Preiss, Hrušínský, Munzar, Hlaváčová, Sbor J. Chvály, Sbor P. Kühna, VH kvartet. |
| 1988 | „V bílém“ se Sborem Sborem P. Kühna             | - Skladby z vánočního setu V. Hybše a jeho orch. (Vůně jehličí ; kat. 11 0178-X 311° © Supraphon). „V bílém“ – recitace: Hrušínského. RU: Urbánková, Bartoň, Preiss, Hrušínský, Munzar, Hlaváčová, Sbor J. Chvály, Sbor P. Kühna, VH kvartet. |
| 1988 | „Veselé vánoce“ s RU                            | - Skladby z vánočního setu V. Hybše a jeho orch. (Vůně jehličí ; kat. 11 0178-X 311° © Supraphon). „V bílém“ – recitace: Hrušínského. RU: Urbánková, Bartoň, Preiss, Hrušínský, Munzar, Hlaváčová, Sbor J. Chvály, Sbor P. Kühna, VH kvartet. |
| 1988 | „Šmoulí song (Johan et Pirlovit)“ s RU          | - Píseň z OST Šmoulové (kat. 0XXX-X 311° © Supraphon), "Šmoulí ráj" vyšla již na SP. RU: Janů, Hložek, Zagorová, David, Finková, Korn, Patrasová, Penk, Rolincová, Laufer, Gott. |
| 1989 | „Vtíravá píseň“                                 | - Píseň nahratá s Orch. L. Štaidla pro Supraphon. |
| 1992 | „Krásná“ s Triem Magion                         | - Píseň ze stejnojmenného TV pořadu, vydána na soundtracku Zlatá deska Magionu (kat. VR 0004-X 331° © MONITOR). Jmenovitě kreditována také na přebalu. |
| 1998 | „Punčošky“                                      | - Dodatečné písně z OST Mrazík - Pohádkový muzikál na ledě (kat. 54 282-X° © Gem Art Production a Popron Music), v r. 2001 vydaného formou CD v pošetce (distribuce týdeník Deník). Rádio verze „Mé přání“ a sólová „Žežulička“ vyšly již na nosném CDS „Mrazík“.                                                                                         |
| 1998 | „Mourek kocourek“ s Dufkovou                    | - Dodatečné písně z OST Mrazík - Pohádkový muzikál na ledě (kat. 54 282-X° © Gem Art Production a Popron Music), v r. 2001 vydaného formou CD v pošetce (distribuce týdeník Deník). Rádio verze „Mé přání“ a sólová „Žežulička“ vyšly již na nosném CDS „Mrazík“.                                                                                         |
| 1998 | „Mé přání (CD verze)“ s Gottem                  | - Dodatečné písně z OST Mrazík - Pohádkový muzikál na ledě (kat. 54 282-X° © Gem Art Production a Popron Music), v r. 2001 vydaného formou CD v pošetce (distribuce týdeník Deník). Rádio verze „Mé přání“ a sólová „Žežulička“ vyšly již na nosném CDS „Mrazík“.                                                                                         |
| 1999 | „Z pekla štěstí“ s Hůlkou                       | - Skladby převzaté z OST stejnojmenné filmové pohádky (Svoboda, Z pekla štěstí; kat. 4 99451 X° © Monitor-EMI). Kreditována svým jménem i na přebalu nahrávky. |
| 1999 | "Přání"                                         | - Skladby převzaté z OST stejnojmenné filmové pohádky (Svoboda, Z pekla štěstí; kat. 4 99451 X° © Monitor-EMI). Kreditována svým jménem i na přebalu nahrávky. |
| 1999 | „Pojď“ s Kraftem                                | - Píseň nahratá pro Prokeše aka Waltra Kraftu (Azazel; kat. 5 22980 X° © Monitor-EMI). |
| 1999 | „Ranná hviezda“ s Babjakem                      | - Dvojjazyčně nazpívané duety ze studiové kompilace slovenského operního pěvce (Poetica\|Duety; kat. 5 23590 X° © Monitor-EMI). Na přebalu alba kředitována jménem. |
| 1999 | „Pomněnka“ s Babjakem                           | - Dvojjazyčně nazpívané duety ze studiové kompilace slovenského operního pěvce (Poetica\|Duety; kat. 5 23590 X° © Monitor-EMI). Na přebalu alba kředitována jménem. |
| 2000 | „Můj Monte Cristo“ (CD verze)                   | - Skladby z muzikálu Monte Cristo (OST, kat. 5 25303 X° © Monitor-EMI). Reedice: 2009, distribuce deník Blesk (CD v pošetce, kat. 6 95497 2 © Monitor-EMI). |
| 2000 | „Dík nastokrát“ s Hůlkou a Matušem              | - Skladby z muzikálu Monte Cristo (OST, kat. 5 25303 X° © Monitor-EMI). Reedice: 2009, distribuce deník Blesk (CD v pošetce, kat. 6 95497 2 © Monitor-EMI). |
| 2000 | „Slavnost pokračuje“ s RU                       | - Dodatečné písně z muzikálu Monte Cristo, tyto vydané v r. 2001 na dvoukompilaci s podtitulem Velkolepý český muzikál: Komplet (2CD, kat. 5 35805 2 © Monitor-EMI a ProVox Music Publishing). RU: „Slávnost pokračuje“ – Machálková, Bartošová, Křížková, Hůlka, Korn, Bartůněk, Matuš a sbor; „Souboj“ – Machálková, Bartošová, Hůlka, Černoch a Matuš. |
| 2000 | „Návštěva“ s Hůlkou a Matušem                   | - Dodatečné písně z muzikálu Monte Cristo, tyto vydané v r. 2001 na dvoukompilaci s podtitulem Velkolepý český muzikál: Komplet (2CD, kat. 5 35805 2 © Monitor-EMI a ProVox Music Publishing). RU: „Slávnost pokračuje“ – Machálková, Bartošová, Křížková, Hůlka, Korn, Bartůněk, Matuš a sbor; „Souboj“ – Machálková, Bartošová, Hůlka, Černoch a Matuš. |
| 2000 | „Výzva“ s Hůlkou a Matušem                      | - Dodatečné písně z muzikálu Monte Cristo, tyto vydané v r. 2001 na dvoukompilaci s podtitulem Velkolepý český muzikál: Komplet (2CD, kat. 5 35805 2 © Monitor-EMI a ProVox Music Publishing). RU: „Slávnost pokračuje“ – Machálková, Bartošová, Křížková, Hůlka, Korn, Bartůněk, Matuš a sbor; „Souboj“ – Machálková, Bartošová, Hůlka, Černoch a Matuš. |
| 2000 | „Souboj“ s RU                                   | - Dodatečné písně z muzikálu Monte Cristo, tyto vydané v r. 2001 na dvoukompilaci s podtitulem Velkolepý český muzikál: Komplet (2CD, kat. 5 35805 2 © Monitor-EMI a ProVox Music Publishing). RU: „Slávnost pokračuje“ – Machálková, Bartošová, Křížková, Hůlka, Korn, Bartůněk, Matuš a sbor; „Souboj“ – Machálková, Bartošová, Hůlka, Černoch a Matuš. |
| 2003 | „Po starých zámeckých schodech“                 | - Coververze Matuškovy písně v prospěch kompilace Pocta W. M. - Hvězdy zpívají Waldovy hity (kat. FR 0055-X © ESO Music Production a František Rychtařík). |
| 2003 | „Červenám“ s s Hronem                           | - Duet z TV pořadu Jsou hvězdy, které nehasnou, vyšel na kompilaci Hrona s názvem Dueta (kat. 981 231-6 © ČTV a Universal Music). Hron kreditován Vláďa Hron. |
| 2004 | „Felicita“ s Mattiolim                          | - V italštině nazpívané kompozice vydané na Mattioliho studiovém setu (Made in Italy; kat. 981 231-6 © Monitor-EMI). Mattioli uváděn na přebalu pouze jménem Davide. |
| 2004 | „Una Notte Speciale“ s Mattiolim                | - V italštině nazpívané kompozice vydané na Mattioliho studiovém setu (Made in Italy; kat. 981 231-6 © Monitor-EMI). Mattioli uváděn na přebalu pouze jménem Davide. |
| 2009 | „Děti ráje“ s RU                                | - Hymna stejnojmenného muzikálu (kat. 4 58843 2 © EMI). RU: Cerhová, Ciatti, Doležalová, Kubinová, Kutheil, Löbl, Nosková, Polák, Pytloun, Sejnová, Slezáček, Tofi, Vaculík, Vágnerová. |
| 2011 | „Jinak to nebude“ s Bílou                       | - Úvodní píseň z druhé kompilace Bílé se skladbami z jejího TV pořadu Lucie naBílo, vyšla na albu Duety naBílo 2 (kat. 7 31120 X° © EMI). |
| " ° " označuje katalogová čísla, jejíž číslice vymezené písmenem X se mění v závislosti na formátě hudobního nosiče (LP=1, CD=2, MC=4). |                                                 | |

## Mluvené slovo

### Audioknihy
| Rok | Audiokniha                                                              | Umístění | Certifikát | Poznámky |
| Rok | Audiokniha                                                              | ČR       | Certifikát | Poznámky |
| --- | ----------------------------------------------------------------------- | -------- | ---------- | --- |
| 2002 | Pohádky Arturovi - Vydavatel: Fonia - Katalog: X09519° - Formát: MC, CD | —        | —          | - Obsahuje 11 pohádek („O Dubáčkovi a víle Kapičce“, „O Honzovi a zlaté husičce“, „O princi kocourovi“, „O královně Maceše“, „O dvou bratrech“, „O líném Vaškovi“, „O králi Popletovi“, „O černém ženichovi“, „Čert a sedlák“, „O muzikantovi“ a „Sedm jednou ranou“). |
| " ° " označuje katalogová čísla, jejíž číslice vymezené písmenem X se mění v závislosti na formátě hudobního nosiče (LP=1, CD=2, MC=4). "—" označuje díla bez umístění v oficiálních hitparádách, resp. jejich pozice a nebo certifikáty prodejnosti jsou nedostupné. |                                                                         |          |            | |